# Screen Actors Guild Awards 2016
La 22ª cerimonia dei Screen Actors Guild Awards ha avuto luogo il 30 gennaio 2016.
Le nomination sono state annunciate il 9 dicembre 2015.

## Cinema

### Migliore attore protagonista
- Leonardo DiCaprio - Revenant - Redivivo (The Revenant)
- Bryan Cranston - L'ultima parola - La vera storia di Dalton Trumbo (Trumbo)
- Johnny Depp - Black Mass - L'ultimo gangster (Black Mass)
- Michael Fassbender - Steve Jobs
- Eddie Redmayne - The Danish Girl

### Migliore attrice protagonista
- Brie Larson - Room
- Cate Blanchett - Carol
- Helen Mirren - Woman in Gold
- Saoirse Ronan - Brooklyn
- Sarah Silverman - I Smile Back

### Migliore attore non protagonista
- Idris Elba - Beasts of No Nation
- Christian Bale - La grande scommessa (The Big Short)
- Mark Rylance - Il ponte delle spie (Bridge of Spies)
- Michael Shannon - 99 Homes
- Jacob Tremblay - Room

### Migliore attrice non protagonista
- Alicia Vikander - The Danish Girl
- Rooney Mara - Carol
- Rachel McAdams - Il caso Spotlight (Spotlight)
- Helen Mirren - L'ultima parola - La vera storia di Dalton Trumbo (Trumbo)
- Kate Winslet - Steve Jobs

### Miglior cast
- Il caso Spotlight (Spotlight)
Billy Crudup, Brian d'Arcy James, Michael Keaton, Rachel McAdams, Mark Ruffalo, Liev Schreiber, John Slattery e Stanley Tucci
- Beasts of No Nation
Abraham Attah, Kurt Egyiawan e Idris Elba
- La grande scommessa (The Big Short)
Christian Bale, Steve Carell, Ryan Gosling, Melissa Leo, Hamish Linklater, John Magaro, Brad Pitt, Rafe Spall, Jeremy Strong, Marisa Tomei e Finn Wittrock
- Straight Outta Compton
Neil Brown Jr., Paul Giamatti, Corey Hawkins, Aldis Hodge, O'Shea Jackson Jr. e Jason Mitchell
- L'ultima parola - La vera storia di Dalton Trumbo (Trumbo)
Adewale Akinnuoye-Agbaje, Louis C.K., Bryan Cranston, David James Elliott, Elle Fanning, John Goodman, Diane Lane, Helen Mirren, Michael Stuhlbarg e Alan Tudyk

### Migliori controfigure cinematografiche
- Mad Max: Fury Road
- Everest
- Fast & Furious 7 (Furious 7)
- Jurassic World
- Mission: Impossible - Rogue Nation

## Televisione

### Miglior attore in un film televisivo o mini-serie
- Idris Elba - Luther
- Ben Kingsley - Tut - Il destino di un faraone (Tut)
- Ray Liotta - Texas Rising
- Bill Murray - A Very Murray Christmas
- Mark Rylance - Wolf Hall

### Miglior attrice in un film televisivo o mini-serie
- Queen Latifah - Bessie
- Nicole Kidman - Grace di Monaco (Grace of Monaco)
- Christina Ricci - The Lizzie Borden Chronicles
- Susan Sarandon - Marilyn - La vita segreta (The Secret Life of Marilyn Monroe)
- Kristen Wiig - The Spoils Before Dying

### Miglior attore in una serie drammatica
- Kevin Spacey - House of Cards - Gli intrighi del potere (House of Cards)
- Peter Dinklage - Il Trono di Spade (Game of Thrones)
- Jon Hamm - Mad Men
- Rami Malek - Mr. Robot
- Bob Odenkirk - Better Call Saul

### Migliore attrice in una serie drammatica
- Viola Davis - Le regole del delitto perfetto (How to Get Away with Murder)
- Claire Danes - Homeland - Caccia alla spia (Homeland)
- Julianna Margulies - The Good Wife
- Maggie Smith - Downton Abbey
- Robin Wright - House of Cards - Gli intrighi del potere (House of Cards)

### Miglior attore in una serie commedia
- Jeffrey Tambor - Transparent
- Ty Burrell - Modern Family
- Louis C.K. - Louie
- William H. Macy - Shameless
- Jim Parsons - The Big Bang Theory

### Migliore attrice in una serie commedia
- Uzo Aduba - Orange Is the New Black
- Edie Falco - Nurse Jackie - Terapia d'urto (Nurse Jackie)
- Ellie Kemper - Unbreakable Kimmy Schmidt
- Julia Louis-Dreyfus - Veep - Vicepresidente incompetente (Veep)
- Amy Poehler - Parks and Recreation

### Miglior cast in una serie drammatica
- Downton Abbey
Hugh Bonneville, Laura Carmichael, Jim Carter, Raquel Cassidy, Brendan Coyle, Tom Cullen, Michelle Dockery, Kevin Doyle, Joanne Froggatt, Lily James, Rob James-Collier, Allen Leech, Phyllis Logan, Elizabeth McGovern, Sophie McShera, Lesley Nicol, Julian Ovenden, David Robb, Maggie Smith e Penelope Wilton
- Il Trono di Spade (Game of Thrones)
Alfie Allen, Ian Beattie, John Bradley-West, Gwendoline Christie, Emilia Clarke, Michael Condron, Nikolaj Coster-Waldau, Ben Crompton, Liam Cunningham, Stephen Dillane, Peter Dinklage, Nathalie Emmanuel, Tara Fitzgerald, Jerome Flynn, Brian Fortune, Joel Fry, Aidan Gillen, Iain Glen, Kit Harington, Lena Headey, Michiel Huisman, Hannah Murray, Brenock O'Connor, Daniel Portman, Iwan Rheon, Owen Teale, Sophie Turner, Carice van Houten, Maisie Williams e Tom Wlaschiha
- Homeland - Caccia alla spia (Homeland)
F. Murray Abraham, Atheer Adel, Claire Danes, Alexander Fehling, Rupert Friend, Nina Hoss, René Ifrah, Mark Ivanir, Sebastian Koch, Miranda Otto, Mandy Patinkin e Sarah Sokolovic
- House of Cards - Gli intrighi del potere (House of Cards)
Mahershala Ali, Derek Cecil, Nathan Darrow, Michael Kelly, Elizabeth Marvel, Molly Parker, Jimmi Simpson, Kevin Spacey e Robin Wright
- Mad Men
Sola Bamis, Stephanie Drake, Jay R. Ferguson, Bruce Greenwood, Jon Hamm, Christina Hendricks, January Jones, Vincent Kartheiser, Elisabeth Moss, Kevin Rahm, Kiernan Shipka, John Slattery, Rich Sommer, Aaron Staton e Mason Vale Cotton

### Miglior cast in una serie commedia
- Orange Is the New Black - Uzo Aduba, Mike Birbiglia, Marsha Stephanie Blake, Danielle Brooks, Laverne Cox, Jackie Cruz, Catherine Curtin, Lea DeLaria, Beth Fowler, Kimiko Glenn, Annie Golden, Diane Guerrero, Michael J. Harney, Vicky Jeudy, Selenis Leyva, Taryn Manning, Joel Marsh Garland, Adrienne C. Moore, Kate Mulgrew, Emma Myles, Matt Peters, Jessica Pimentel, Dascha Polanco, Laura Prepon, Elizabeth Rodriguez, Ruby Rose, Nick Sandow, Abigail Savage, Taylor Schilling, Constance Shulman, Dale Soules, Yael Stone e Samira Wiley
- The Big Bang Theory
Mayim Bialik, Kaley Cuoco, Johnny Galecki, Simon Helberg, Kunal Nayyar, Jim Parsons e Melissa Rauch
- Key & Peele
Keegan-Michael Key e Jordan Peele
- Modern Family
Aubrey Anderson-Emmons, Julie Bowen, Ty Burrell, Jesse Tyler Ferguson, Nolan Gould, Sarah Hyland, Ed O'Neill, Rico Rodriguez, Eric Stonestreet, Sofía Vergara e Ariel Winter
- Transparent
Alexandra Billings, Carrie Brownstein, Jay Duplass, Kathryn Hahn, Gaby Hoffmann, Cherry Jones, Amy Landecker, Judith Light, Hari Nef, Emily Robinson e Jeffrey Tambor
- Veep - Vicepresidente incompetente (Veep)
Diedrich Bader, Sufe Bradshaw, Anna Chlumsky, Gary Cole, Kevin Dunn, Tony Hale, Hugh Laurie, Phil Reeves, Sam Richardson, Julia Louis-Dreyfus, Reid Scott, Timothy Simons, Sarah Sutherland e Matt Walsh

### Migliori controfigure televisive
- Il Trono di Spade (Game of Thrones)
- The Blacklist
- Homeland - Caccia alla spia (Homeland)
- Daredevil
- The Walking Dead

## Premi speciali

### Screen Actors Guild alla carriera
- Carol Burnett